# 元亨 (大理)
元亨（1185年—1195年四月？）是大理国皇帝段智兴的第四個年号，共計11年。1195年四月以後改元定安。
年號名稱，雲南文獻大多作「元亨」，唯王崧《雲南備徵志》及《道光雲南志鈔》分別作「亨利」及「元貞」。李崇智謂當是「元亨」之誤。根據雲南姚安縣《興寶寺德化銘》及1959年7月在雲南大理縣弘圭山發現的《大理国彦贲赵兴明为亡母造尊胜墓幢》可知，年號是「元亨」。
起訖年，方詩銘、李崇智、李家瑞作1185-？，段玉明、王雲、黃德榮作1185年－1195年。

## 年號及改元出處
- 倪輅《南詔野史》：「宋孝宗乾通八年（1172）立，改元利貞，又改元亨時、元嘉、元亨、安定等號。……智興卒，在位二十九年。」
- 胡蔚《增訂南詔野史》：「南宋孝宗壬辰乾道八年（1172）即位。明年（1173），改元利貞。又改元盛德、嘉會、元亨、安定。……寧宗庚申慶元六年（1200），智興卒，在位二十八年。」
- 王崧《雲南備徵志》：「宋孝宗乾道八年（1172）立，改元利貞。……丁酉（1177），改元亨時。……辛丑（1181），改元嘉會。乙巳（1185），改元亨利，又改安定。……庚申宋寧宗慶元六年（1200）七月，帝薨，在位二十九年。」
- 諸葛元聲《滇史》：「段氏十八世智興，以宋孝宗乾道八年壬辰（1172）立，改元利貞。……淳熙八年（1181），……是歲，智興改元嘉會。……智興在位二十九年。」
- 李京《雲南志略》：「子政智立，改元利貞、盛德、嘉會、元亨、安定。在位二十九年。」
- 楊慎《滇載記》：「智興以宋孝宗乾道八年（1172）立，改元五，曰利貞、盛德、嘉會、元亨、安定。」
- 馮蘇《滇考》：「孝宗乾道八年（1172），子智興嗣，改元利貞、嘉會。……在位二十九年卒。」
- 《白古通記淺述》：「智興立二十九年。」
- 《興寶寺德化銘》：「元亨二年歲在丙午七月十五日。」
- 《大理国彦贲赵兴明为亡母造尊胜墓幢》：「元亨十一年岁遇乙卯三月六日辛卯遷化四月十日乙丑設。」[7]

## 纪年對照表
| 元亨 | 元年   | 二年   | 三年   | 四年   | 五年   | 六年   | 七年   | 八年   | 九年   | 十年   |
| ---- | ------ | ------ | ------ | ------ | ------ | ------ | ------ | ------ | ------ | ------ |
| 公元 | 1185年 | 1186年 | 1187年 | 1188年 | 1189年 | 1190年 | 1191年 | 1192年 | 1193年 | 1194年 |
| 干支 | 乙巳   | 丙午   | 丁未   | 戊申   | 己酉   | 庚戌   | 辛亥   | 壬子   | 癸丑   | 甲寅   |
| 元亨 | 十一年 |        |        |        |        |        |        |        |        |        |
| 公元 | 1195年 |        |        |        |        |        |        |        |        |        |
| 干支 | 乙卯   |        |        |        |        |        |        |        |        |        |

## 同期存在的其他政权年号
- 中國
  - 淳熙（1174年－1189年）：宋－宋孝宗趙昚之年號
  - 紹熙（1190年－1194年）：宋－宋光宗趙惇之年號
  - 慶元（1195年－1200年）：宋－宋寧宗趙擴之年號
  - 天禧（1178年－1211年）：西遼－末主耶律直魯古之年號
  - 大定（1161年－1189年）：金－金世宗完顏雍之年號
  - 明昌（1190年－1196年）：金－金章宗完顏璟之年號
  - 乾祐（1170年－1193年）：西夏－夏仁宗李仁孝之年號
  - 天慶（1194年－1206年）：西夏－夏桓宗李純祐之年號
- 越南
  - 貞符（1176年－1186年）：李朝－李龍翰之年號
  - 天資嘉瑞（1186年－1202年）：李朝－李龍翰之年號
- 日本
  - 元曆（1184年－1185年）：後鳥羽天皇與源氏之年號
  - 文治（1185年－1190年）：後鳥羽天皇與源氏之年號
  - 建久（1190年－1199年）：後鳥羽天皇、土御門天皇與源氏之年號